# Halterofilismo nos Jogos Olímpicos de Verão de 2024 - Mais de 102 kg masculino
A categoria mais de 102 kg masculino do halterofilismo nos Jogos Olímpicos de Verão de 2024 ocorreu na Arena 6 Paris Sul em Paris, França, em 10 de agosto de 2024. Um total de 12 halterofilistas, cada um representando um Comitê Olímpico Nacional (CON), participaram do evento.

## Qualificação
Até 12 halterofilistas poderiam se qualificar, com as vagas sendo alocadas da seguinte forma:
- Dez pelo ranking de qualificação olímpica da Federação Internacional de Halterofilismo (IWF);
- Uma pelo ranking de qualificação olímpica continental da IWF;
- Uma para o país anfitrião ou pelo princípio de universalidade.

## Calendário
Horário local (UTC+2)
| Data                 | Hora  | Fase  |
| -------------------- | ----- | ----- |
| 10 de agosto de 2024 | 20:30 | Final |

## Medalhistas
| Ouro   | GEO Lasha Talakhadze |
| Prata  | ARM Varazdat Lalaian |
| Bronze | BRN Gor Minassian    |

## Recordes
Antes desta competição, os seguintes recordes eram estabelecidos:
| Recorde          | Tipo      | Halterofilista   | Peso   | Local     | Data                   |
| Recorde mundial  | Arranque  | Lasha Talakhadze | 225 kg | Tasquente | 17 de dezembro de 2021 |
| Recorde mundial  | Arremesso | Lasha Talakhadze | 267 kg | Tasquente | 17 de dezembro de 2021 |
| Recorde mundial  | Total     | Lasha Talakhadze | 492 kg | Tasquente | 17 de dezembro de 2021 |
|                  |           |                  |        |           |                        |
| Recorde olímpico | Arranque  | Lasha Talakhadze | 223 kg | Tóquio    | 4 de agosto de 2021    |
| Recorde olímpico | Arremesso | Lasha Talakhadze | 265 kg | Tóquio    | 4 de agosto de 2021    |
| Recorde olímpico | Total     | Lasha Talakhadze | 488 kg | Tóquio    | 4 de agosto de 2021    |

## Resultados
| Pos.              | Halterofilista       | CON               | Arranque (kg) | Arranque (kg) | Arranque (kg) | Arranque (kg) | Arremesso (kg) | Arremesso (kg) | Arremesso (kg) | Arremesso (kg) | Total     |
| Pos.              | Halterofilista       | CON               | 1             | 2             | 3             | Result.       | 1              | 2              | 3              | Result.        | Total     |
| ----------------- | -------------------- | ----------------- | ------------- | ------------- | ------------- | ------------- | -------------- | -------------- | -------------- | -------------- | --------- |
| Medalha de ouro   | Lasha Talakhadze     | GEO Geórgia       | 210           | 215           | 220           | 215           | 247            | 255            | —              | 255            | 470       |
| Medalha de prata  | Varazdat Lalaian     | ARM Armênia       | 210           | 215           | 218           | 215           | 247            | 252            | 256            | 252            | 467       |
| Medalha de bronze | Gor Minassian        | BRN Bahrein       | 210           | 216           | 220           | 216           | 245            | 255            | 255            | 245            | 461       |
| 4                 | Ali Davoudi          | IRI Irã           | 200           | 201           | 205           | 205           | 242            | 257            | 257            | 242            | 447       |
| 5                 | Man Asaad            | SYR Síria         | 191           | 197           | 201           | 197           | 235            | 241            | 253            | 241            | 438       |
| 6                 | Ali Rubaiawi         | IRQ Iraque        | 195           | 195           | 200           | 200 (JWR)     | 230            | 237            | 247            | 237            | 437 (JWR) |
| 7                 | Abdelrahman El-Sayed | EGY Egito         | 178           | 183           | 190           | 183           | 225            | 233            | 233            | 233            | 416       |
| 8                 | David Liti           | NZL Nova Zelândia | 178           | 182           | 184           | 184           | 224            | 231            | 235            | 231            | 415       |
| 9                 | Mart Seim            | EST Estônia       | 175           | 180           | 183           | 180           | 220            | 237            | 237            | 220            | 400       |
| 10                | Eishiro Murakami     | JPN Japão         | 170           | 180           | 180           | 180           | 200            | 220            | 230            | 220            | 400       |
| 11                | Kamil Kučera         | CZE Chéquia       | 100           | 110           | —             | 110           | 120            | 140            | —              | 140            | 250       |
| —                 | Walid Bidani         | ALG Argélia       | 190           | 190           | —             | —             | —              | —              | —              | —              | DNF       |

Legenda
| Recorde mundial      | Recorde mundial (World record)               |                       | Recorde africano                      | Recorde africano (African) |                                           | Q | Classificado por posição (Qualified) |
| Recorde olímpico     | Recorde olímpico (Olympic record)            | Recorde da América    | Recorde da América (Americas)         | q                          | Classificado por melhor tempo (Qualified) |   |                                      |
| Melhor marca do ano  | Melhor marca do ano (World leading)          | Recorde asiático      | Recorde asiático (Asian)              | DNS                        | Não largou (Did not start)                |   |                                      |
| Recorde nacional     | Recorde nacional (National record)           | Recorde europeu       | Recorde europeu (European)            | DNF                        | Não terminou (Did not finish)             |   |                                      |
| Recorde pessoal      | Recorde pessoal do atleta (Personal best)    | Recorde da Oceania    | Recorde da Oceania (Oceania)          | DSQ / DQ                   | Desclassificado (Disqualified)            |   |                                      |
| Recorde da temporada | Recorde da temporada do atleta (Season best) | Recorde sul-americano | Recorde sul-americano (South America) | NM                         | Sem marca (No mark)                       |   |                                      |